# Джи Ар Ел
Джи Ар Ел (на английски: G.R.L) е американско-британска-канадска женска група създадена от Робин Антин, създаделката на световната група Пусикет Долс както и на женските групи Гърлишъс и Парадисо Гърлс. Групата се ръководи от Лари Рудолф и в състав Лаурен Бенет, Емалин Естрада, Наташа Слейтън и Паула ван Опън. Имат издадени общо три сингъла както и един мини албум издаден през юли 2014 г.
В оригиналния състав на групата се включва и певицата Симон Батъл, която умира на 5 септември 2014 г., а след това групата става квартет. Групата се разпада за кратко на 2 юни 2015 г. Реформира се отново на 5 август 2016 г. Към групата се присъединява Джейзи Мея и така заедно с Лаурен Бенет и Наташа Слейтън те стават трио.
През 2021 г. в официалната Instagram страница на групата е обявено че ще пускат нов прокет, като към групата се завръща Емалин Естрада, след като Мея напуска година по-рано.

## Дискография

### EP албуми
- „G.R.L.“ (2014)

### Сингли
- Vacation (2013)
- Ugly Heart (2014)
- Lighthouse (2015)
- Are We Good (2017)

### Промоционални сингли
- Show Me What You Got (2014)
- Kiss Myself (2016)

## Турнета

### Подгряващи
- Мегън Трейнър – „That Bass Tour“ (2015)